# Barboides gracilis
Barboides gracilis är en fiskart som beskrevs av Brüning 1929. Barboides gracilis ingår i släktet Barboides och familjen karpfiskar. IUCN kategoriserar arten globalt som sårbar. Inga underarter finns listade.